# Deuxième bataille de Bergisel
Pour les articles homonymes, voir Bataille de Berg Isel.
Rébellion du Tyrol
Batailles
- Axams
- Sterzing
- Innsbrück
- Kufstein
- Volano
- Lofer
- Waidring
- Wörgl
- Strass im Zillertal
- 1re Bergisel
- 2e Bergisel
- Franzensfeste
- Pontlatzer Brücke
- 3e Bergisel
- Unken
- Lueg
- Hallein
- Melleck
- 4e Bergisel
- Pustertal
- Meran
- Sankt Leonhard in Passeier

La deuxième bataille de Bergisel se déroula lors de la rébellion tyrolienne de 1809.

## Prélude
À la suite d'une première bataille indécise, Andreas Hofer hésite à lancer une nouvelle attaque sur Innsbrück. Cependant le lieutenant-colonel autrichien von Ertel, du contingent fourni par le général Buol à Hofer, passe les jours qui suivent à parcourir et étudier le champ de bataille. Le 27, il soumet un plan aux chefs tyroliens, celui-ci est étudié par Speckbacher, puis approuvé par Hofer.
Selon une légende tyrolienne dont la véracité ne peut être vérifiée, un vieillard à barbe blanche se serait présenté devant Hofer, lui aurait demandé d’attaquer les Bavarois, lui promet la victoire à condition de l’offrir au Sacré-Cœur de Jésus et de la commémorer chaque année.
Des milliers de paysans rejoignent les forces de Hofer, désormais ce dernier commande 13 500 tirailleurs et miliciens, 61 compagnies du Sud et 35 du Nord. 1 200 soldats impériaux autrichiens sont également présents avec 6 canons. Les forces bavaroises consistent en une division de 6 000 hommes avec 18 canons commandés par le général von Deroy.

## La bataille
La bataille s’engage le lundi 29 mai à l’aube. Andreas Hofer a établi son quartier général à l’auberge du Schupfen, Speckbacher et Straub commandent le flanc droit, Jochim Haspinger le gauche, le gros des forces tyroliennes est au centre avec les soldats autrichiens. Peu avant le début des combats, un messager apprend à Hofer que les troupes autrichiennes menées par l’archiduc Charles ont repoussé les Français commandés par Napoléon à la bataille d’Essling. La nouvelle de cette victoire décuple l’ardeur des Tyroliens. Ces derniers descendent des hauteurs, chassent les Bavarois du Bergisel et les repoussent sur la plaine. À midi, Hofer vient lui-même mener les hommes au combat. Finalement après une journée d'affrontements, les Autrichiens envoient aux Bavarois une proposition de capitulation. Les négociations mettent fin au combat mais Deroy refuse de se rendre et ordonne à ses hommes de battre en retraite. En silence, les Bavarois évacuent Innsbrück pendant la nuit, ils y laissent leurs blessés et se replient sur la Bavière.

## Les pertes
Le 30 mai, au matin, les Autrichiens et les Tyroliens défilent à Innsbrück, ils déplorent 90 morts et 160 blessés,. Concernant les pertes bavaroises, elles sont selon Hans Kramer (de) de 130 morts et 500 blessés, pour Josef Hirn, elles sont de 300 morts et 700 blessés. Cependant le bulletin officiel bavarois fait état de 87 morts, 156 blessés et 53 disparus.